# Marathon van Wenen 2011

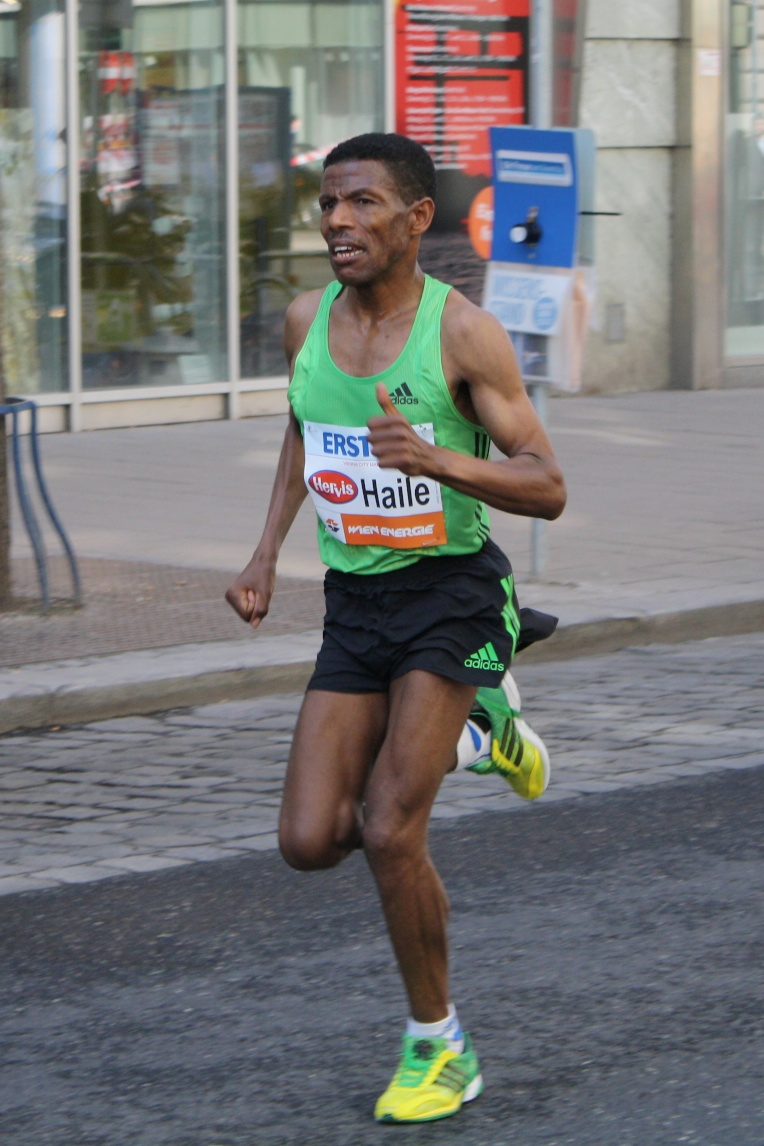
Haile op weg naar de overwinning op de halve marathon.

De marathon van Wenen 2011 vond plaats op zondag 17 april 2011 in Wenen. Het was de 28e editie van deze marathon.
Bij de mannen won de Keniaan John Kiprotich in 2:08.29. Hij had op de finish twaalf seconden voorsprong op zijn landgenoot Patrick Ivuti. Evans Kiplagat Barkowet maakte het Keniaanse podium compleet met een finishtijd van 2:09.22. Bij de vrouwen ging de overwinning naar de Ethiopische Fate Tola in 2:26.21.
Naast de hele marathon was er ook een halve marathon. Haile Gebrselassie nam deel aan deze wedstrijd, die twee minuten later van start was gegaan. Hij haalde de marathonlopers in bij het 12 kilometerpunt en won de wedstrijd in 1:00.18.
In totaal schreven 32.542 mensen zich in voor het evenement, waarvan 8.044 voor de marathon. Het evenement werd bekeken door 300.000 toeschouwers. Bij de finish had men op de laatste 100 meter een rood tapijt uitgelegd.

## Wedstrijd
Mannen
| rang   | naam                    | land | tijd    |
| ------ | ----------------------- | ---- | ------- |
| Goud   | John Kiprotich          | KEN  | 2:08.29 |
| Zilver | Patrick Ivuti           | KEN  | 2:08.41 |
| Brons  | Evans Kiplagat Barkowet | KEN  | 2:09.22 |
| 4      | Isaac Macharia          | KEN  | 2:09.43 |
| 5      | Joseph Maregu           | KEN  | 2:10.29 |
| 6      | Nicholas Chelimo        | KEN  | 2:10.48 |
| 7      | Ronoh Augustine         | KEN  | 2:10.53 |
| 8      | Paul Kirui              | KEN  | 2:11.54 |
| 9      | Henryk Szost            | POL  | 2:12.45 |
| 10     | Tsegaye Bekele          | ETH  | 2:12.57 |

Vrouwen
| rang   | naam               | land | tijd    |
| ------ | ------------------ | ---- | ------- |
| Goud   | Fate Tola          | ETH  | 2:26.21 |
| Zilver | Ana Dulce Felix    | POR  | 2:26.30 |
| Brons  | Peninah Arusei     | KEN  | 2:27.17 |
| 4      | Genet Getanah      | ETH  | 2:28.08 |
| 5      | Elza Kireyeva      | RUS  | 2:29.41 |
| 6      | Olha Kalenarova    | UKR  | 2:32.47 |
| 7      | Chemweno Elisabeth | KEN  | 2:32.55 |
| 8      | Adriana Da Silva   | BRA  | 2:33.48 |
| 9      | Egorova Galina     | RUS  | 2:36.04 |
| 10     | Emebet Bedada      | ETH  | 2:36.29 |

1984 ·
1985 ·
1986 ·
1987 ·
1988 ·
1989 ·
1990 ·
1991 ·
1992 ·
1993 ·
1994 ·
1995 ·
1996 ·
1997 ·
1998 ·
1999 ·
2000 ·
2001 ·
2002 ·
2003 ·
2004 ·
2005 ·
2006 ·
2007 ·
2008 ·
2009 ·
2010 ·
2011 · 
2012 ·
2013 ·
2014 ·
2015 ·
2016 ·
2017 ·
2018 ·
2019 ·
2020 ·
2021 ·
2022 ·
2023 ·
2024